# Ceresium lucifugum
Ceresium lucifugum là một loài bọ cánh cứng trong họ Cerambycidae.